# بروستاجلاندين E
البروستاجلاندين E هي عائلة من البروستاجلاندين التي توجد بشكل طبيعي والتي تستخدم كأدوية.
تشمل الأنواع:
- البروستاغلاندين E1 المعروف أيضًا باسم ألبروستاديل.
- البروستاغلاندين E2 المعروف أيضًا باسم دينوبروستون.

كلا النوعين مدرج في قائمة الأدوية الأساسية لمنظمة الصحة العالمية.
يلعب البروستاغلاندين إي دورًا مهمًا في التنظيم الحراري للدماغ البشري. انخفاض تكوين البروستاجلاندين E من خلال تثبيط انزيمات الأكسدة الحلقية هو الأساس لخفض الحرارة في الأدوية اللاستيرويدية المضادة للالتهابات (NSAIDs).